# Alfred Marzin
Pour les articles homonymes, voir Marzin.
Alfred Marzin, né en 1880 à Saint-Yrieix (Haute-Vienne) et mort le 1er octobre 1943 à Nantes, est un artiste peintre français.

## Biographie
Alfred Marzin est l'élève de Yan' Dargent. Peintre et xylographe, il expose au Salon des Artistes Français de 1920 à 1939. Sa production est exclusivement consacrée à la Bretagne: vues de ports et de petites villes, scènes de la vie quotidienne des paysans et des pêcheurs. En 1931 et 1932, il rédige et illustre des brochures touristiques consacrées au Finistère et au Morbihan, éditées par la Compagnie des Chemins de Fer de Paris à Orléans (dont il est par ailleurs l'un des employés).

## Œuvres principales

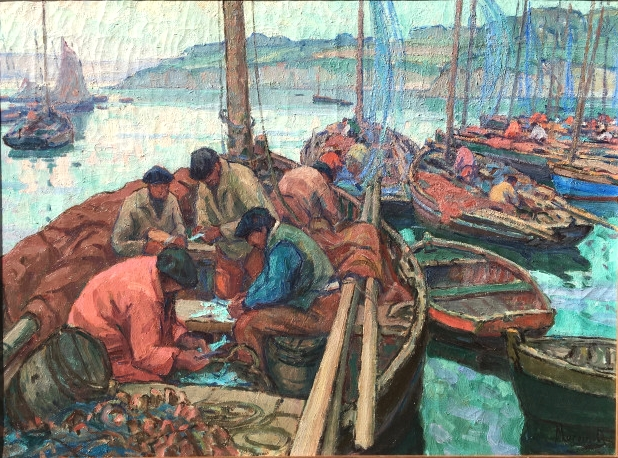
Retour de pêche à Douarnenez, Centre national d'art et de culture Georges-Pompidou
.

Son œuvre est riche de scènes portuaires se situant à Concarneau, Douarnenez, Camaret ou encore Combrit et les bords de l'Odet.
- En 1923, il expose au Salon des artistes français avec une toile "marée montante ". À l'époque son adresse est 2 rue St. Michel à Angers.
- En 1924, il revient avec une toile "la pointe du Van (Finistere) résidence à Angers
- En 1926, il expose à nouveau "la pointe des pois " et "l'anse de Conleau", iI réside alors à Tours.
- En 1927, il présente au Salon "Les goémons " et le "Port de Roz bras ".
- En 1928, il présente "les goemons, Notre-Dame-de-la-Joie Penmarch"
- En 1929, il expose en-hors-concours les "Reflets en marée montante, baie de Douarnenez"
- En 1932, il présente 2 toiles, "pardon gris à Penmarch" et "Les brûleurs de goemon"
- En 1933,  toujours au Salon des Artistes Français, il expose 2 toiles « Matin dans le port de Douarnenez » et « A marée basse, Bénodet », son adresse est alors 10 rue Vergniaud à Bordeaux